# Stenus hispaniolus
Stenus hispaniolus är en skalbaggsart som beskrevs av Richard Eliot Blackwelder. Stenus hispaniolus ingår i släktet Stenus och familjen kortvingar. Inga underarter finns listade i Catalogue of Life.